# Upplands runinskrifter 603
Upplands runinskrifter 603 är ett försvunnet vikingatida runstensfragment som funnits i Valö kyrka, Valö socken och Östhammars kommun. Johan Peringskiöld beskrev att fragmentet finns inne i sakristians vägg men den har inte kunnat återfinnas. Ristningens inskrift hade gått förlorad redan innan fragmentet försvann.

## Inskriften
Translitterering av runraden:
[...-ik...]
Normalisering till runsvenska:
...
Översättning till nusvenska:
...